# Lehedzîne, Talne
Lehedzîne (în ucraineană Легедзине) este o comună în raionul Talne, regiunea Cerkasî, Ucraina, formată numai din satul de reședință.

## Demografie
Componența lingvistică a comunei Lehedzîne
     Ucraineană (98,05%)
     Rusă (1,51%)
     Alte limbi (0,45%)
Conform recensământului din 2001, majoritatea populației comunei Lehedzîne era vorbitoare de ucraineană (98,05%), existând în minoritate și vorbitori de rusă (1,51%).

## Legături externe
- pl Legezino în Dicționarul geografic al Regatului Poloniei și al altor țări slave, volum V (Kutowa Wola — Malczyce) anul 1884

- pl Legezino în Dicționarul geografic al Regatului Poloniei și al altor țări slave, volum XV, p. 2 (Januszpol — Wola Justowska)1902